# Saphobiamorpha maorianus
Saphobiamorpha maorianus är en skalbaggsart som beskrevs av Brookes 1944. Saphobiamorpha maorianus ingår i släktet Saphobiamorpha och familjen bladhorningar. Inga underarter finns listade i Catalogue of Life.